# Wiktor Andrejewitsch Lasarew
Wiktor Andrejewitsch Lasarew (russisch Виктор Андреевич Лазарев; * 1. Mai 1918 in Moskau; † 17. Februar 2007 ebenda) war ein sowjetischer bzw. russischer Film-Schauspieler.

## Leben
Lasarew war nach eigenem Bekunden ein unkontrollierbares Kind und musste deswegen eine Erziehungseinrichtung besuchen, wo Filmstudiomitarbeiter auf ihn aufmerksam wurden und neben zwei weiteren Kindern für Der Weg ins Leben engagierten. Er entwickelte daraufhin Interesse fürs Schauspiel, ließ sich im Theaterstudio der 2. Filiale des Maly-Theaters ausbilden und erhielt 1939 einen Vertrag beim Mosfilmstudio. Ab Anfang der 1940er Jahre war Lasarew zunächst wieder vor der Kamera zu sehen, meldete sich aber nach Ausbruch des Deutsch-sowjetischen Krieges freiwillig zur Armee. Nach seinen Teilnahmen an den Schlachten um Moskau, Stalingrad und Kursk war er 1945, zwischenzeitlich verwundet, Zeuge der Befreiung Berlins.
Nach dem Krieg setzte Lasarew seine Filmlaufbahn fort und war als Nebendarsteller bis an sein Lebensende in über 100 Werken zu sehen. Nachdem er im hohen Alter einen Herzinfarkt erlitten hatte, verlegte er sich auf die Arbeit des Zweiten Regisseurs, trat aber gelegentlich noch vor die Kamera. Sein letzter Film, Святое дело (Swjatoje delo), kam im Jahr seines Todes in die Kinos.
Er war Träger der Medaille „Für Verdienste im Kampf“ (1943).

## Filmografie (Auswahl)
- 1931: Der Weg ins Leben (Putjowka w schisn)
- 1942: Das Zauberkorn (Wolschebnoje serno)
- 1965: Wer heiratet wen? (Schenitba Balsaminowa)
- 1967: Deckname Saturn (Put w Saturn)
- 1978: Drama auf der Jagd (Moi laskovy i neschny swer)
- 1980: Moskau glaubt den Tränen nicht (Moskwa slesam ne werit)
- 1980: Peters Jugend (Junost Petra)
- 1983: Kühne Recken von Nowgorod (Wassili Buslajew)
- 1983: Anna Pawlowa – Ein Leben für den Tanz (Anna Pawlowa)
- 1986: Peter the Great (Fernsehfilmreihe)
- 1991: Zar Iwan der Schreckliche (Zar Iwan Grosny)
- 1992: Das scharlachrote Blümchen (Skaska o kupetscheskoi dotscheri i tainstwennom zwetke)
- 1993: Die Rußlandaffäre (Den russiske sangerinde)